# Еуфімія Ельська
Еуфімія Ельська (нім. Euphemia von Oels, близько 1390—1400 — 1444), зустрічаються варіанти імені Іфігенія, Оффка, Офігка (нім. Ephigenia, Offka, Offigka) — герцогиня Ельська з династії Сілезьких П'ястів, донька герцога Ельського Конрада III та Гути, жінки невідомого походження; дружина курфюрста Саксонії Альбрехта III, а після його смерті — князя Ангальт-Цербсту Георга I.

## Біографія
Еуфімія народилась близько 1390—1400 років. Була донькою княжича Конрада III Ельського та його дружини Гути, походження якої невідоме. Мала п'ятьох братів з іменем Конрад та сестру Ядвіґу. Землями князівств Ельсу, Козле, Битому та Сцинави до червня 1403 року керував її дід Конрад II, після чого його змінив батько дівчинки. У 1412 році Конрад III і сам пішов з життя.

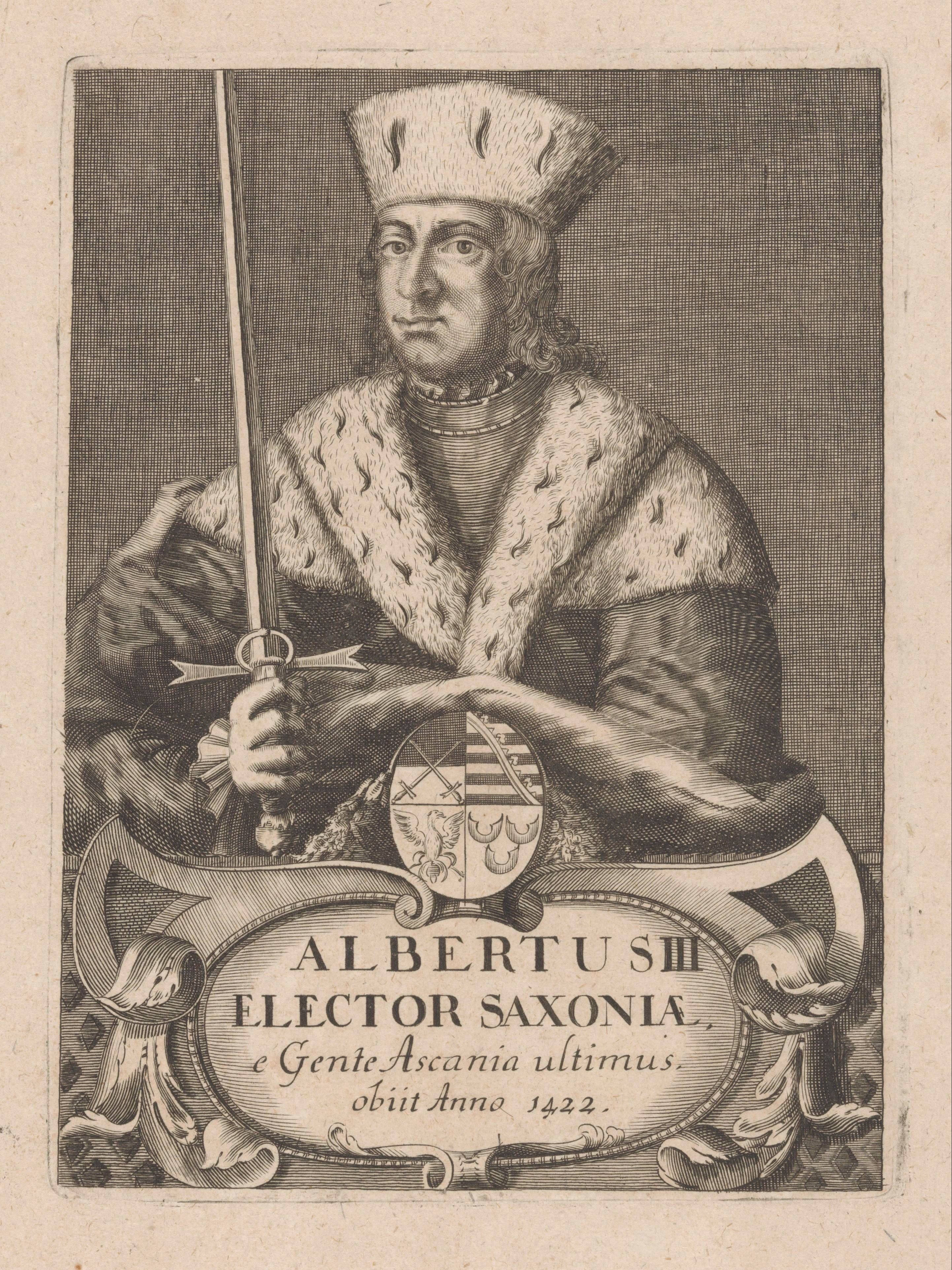
Альбрехт III

14 січня 1420 стала дружиною курфюрста Саксонії Альбрехта III. Оскільки Саксонія була виснажена війнами, її наречений отримав прізвисько Бідний. Дітей у них не було.
У листопаді 1422 під час полювання подружжя зупинилося у сільському домі поблизу Аннабургу. Вночі будинок несподівано загорівся, і курфюрст з дружиною рятувалися через вікно в одній білизні; кілька слуг загинуло у вогні. Альбрехт був настільки вражений тим, що трапилося, що через кілька днів помер. 
Наступного року імператор Сигізмунд передав вакантне герцогство і титул курфюрста Саксонії одному зі своїх прихильників, маркграфу Мейсена Фрідріху IV.

Еуфімія отримала місто Лібенверда як удовину долю і оселилася в місцевому замку. Там вона почала проводити масштабні будівельні роботи, в ході яких до 1424 року був зведений парадний замок поруч зі старим. Також володіла селами Варенбрюк, Гоенляйпіш, Лаузіц і Берга-бай-Шлібен, які платили їй податки та поставляли продукти.

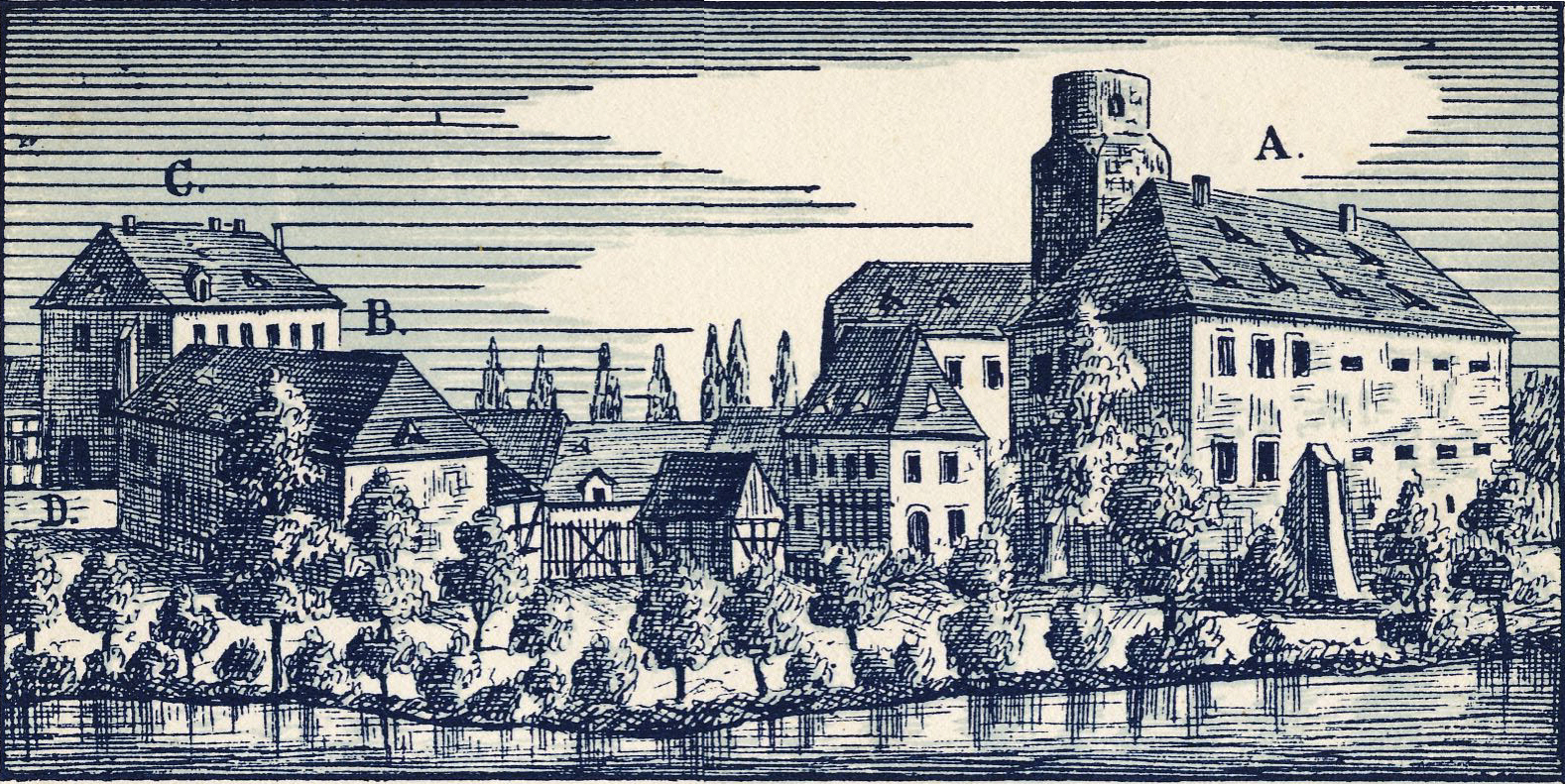
Замок Лібенверди

15 квітня 1423 року подарувала вівтар місту Лібенверда. У 1424 році на День Святої Барбари також презентувала Лібенверді шматок лісу та дванадцять лук. У документі від 10 грудня 1431 року заповіла пастору Лібенверди та його брату право на село Кельс. У цьому ж документі згадується Герман Шаф як войт міста.
У 1432 році взяла другий шлюб із князем Ангальт-Цербсту Георгом I. Для нареченого це також був другий союз. У подружжя народилося кілька доньок.
Деякі джерела називають матір'ю двох молодших доньок третю дружину Георга — Софію Гойнштайнську. Інші вказують, що Еуфімія народила лише Анну та Марію.
Померла у 1444 році.

## Вшанування пам'яті
- У 2011 році на Любвартській башті, яка залишилася від замку Лібенверди, було відкрито меморіальну дошку, присвячену Еуфімії Ельській.[10]

## Родина
Чоловік — Альбрехт III, курфюрст Саксонський
Дітей не було
Чоловік —  Георг I, князь Ангальт-Цербстський
Діти:
- Анна (1435—1492) — була двічі одружена, мала шістьох дітей у другому шлюбі;
- Маргарита (?—?) — померла в ранньому віці;
- Ядвіґа (?—?) — померла в ранньому віці;
- Марія (?—?) — черниця у Брені;
- Ядвіґа (?— до 1516) — черниця у Брені;
- Барбара (?—?) — черниця у Брені.